# Femi Opabunmi
Femi Opabunmi (Lagos, 3 de março de 1985) é um ex-futebolista nigeriano, que atuava como meia-atacante.

## Carreira
Iniciou a carreira com apenas 16 anos, no Shooting Stars, e seu desempenho no Mundial Sub-17 de 2001 (chegou a fazer um hat-trick contra a Austrália) chamou a atenção de grandes clubes europeus, como Manchester United, Lyon, Benfica e Celta de Vigo, porém foi o Grasshopper (Suíça) quem contratou o jovem meia no mesmo ano para integrar, inicialmente, a equipe B, onde atuou 15 vezes e fez um gol, enquanto no time principal jogou 14 partidas e não balançou as redes nenhuma vez.
Atuou também por Hapoel Be'er Sheva e Chamois Niortais antes de retornar ao Shooting Stars em 2006, quando teve que abandonar os gramados devido a um glaucoma, que o fez perder a visão do olho direito.

## Carreira internacional
Opabunmi, além de ter jogado o Mundial Sub-17 pela Seleção Nigeriana da categoria (a competição foi vencida pela França), estreou na equipe principal em maio de 2002, num amistoso contra o Quênia, onde fez também seu único gol pelas Super Águias na vitória por 3 a 0.
Seu talento não passou despercebido por Festus Onigbinde, que substituiu Shaibu Amodu às vésperas da Copa do Mundo sediada em conjunto pela Coreia do Sul e pelo Japão, e preterindo nomes já consagrados, como Sunday Oliseh, Tijjani Babangida e Finidi George, tendo em vista uma renovação no elenco. Ele foi o mais jovem jogador da competição, aos 17 anos (era 9 meses mais novo que seu companheiro de equipe, Bartholomew Ogbeche, nascido em 1984).
Entretanto, não teve muito tempo para evitar a eliminação nigeriana na primeira fase, onde foi reserva - disputou apenas um jogo, contra a já classificada Inglaterra, tornando-se o terceiro atleta mais jovem a disputar uma partida de Copa do Mundo (17 anos, 3 meses e 9 dias). Após a competição, Opabunmi disputaria ainda outros 3 jogos: 2 pelas eliminatórias da Copa Africana de Nações de 2004, contra Angola e Malaui, e um amistoso contra o Japão, em 2003.

## Títulos
Chamois Niortais
- Championnat National: 1 (2005–06)